# Pittore della brocca degli arieti
Pittore della brocca degli arieti (Ram Jug Painter) (fl. VII secolo a.C.) è il nome convenzionale assegnato ad un ceramografo greco formatosi in Attica e attivo tra il secondo e il terzo quarto del VII secolo a.C. Il vaso eponimo è una brocca conservata al Museo archeologico di Egina sulla quale è rappresentata la scena della fuga di Ulisse e dei suoi compagni dalla grotta del Ciclope.

## Stile
Esponente dello stile bianco e nero, il Pittore degli arieti è tuttavia piuttosto trattenuto nell'uso del bianco, preferendo lasciare che l'argilla naturale del vaso traspaia al di sotto dei suoi disegni a contorno. La tecnica a contorno è inoltre frequentemente abbinata alle incisioni.  Erede di molti motivi e modi appartenuti al Pittore di Analato, come la rosetta puntinata, la guilloche, e un tipico fiore di loto (quello che si trova sul collo dell'anfora di Chirone), ama le figure affrontate ma perfeziona il pannello più che il fregio. Altri elementi come le protomi a contorno e l'uso del colore marrone sono di derivazione cicladica. Nel confronto con i contemporanei protoattici risulta più pacato, meno interessato al grandioso e più incline all'armonia compositiva.

## Opere principali

### Il cratere di Egisto
Alla prima fase dell'attività del Pittore degli arieti appartiene il cratere di Egisto, un cratere ovoidale con una fila di cavalli al pascolo nel fregio in basso, presso il piede, e quattro scene figurate nella zona principale. Sulla faccia anteriore vi è la scena a tema mitico con la morte di Egisto: Oreste vi è rappresentato in nero e a contorno, con l'incisione usata per alcuni particolari come le dita, i polsi, le decorazioni sugli abiti, e gli ornamenti sui fianchi. Le altre figure sono di colore bianco con dettagli lineari marroni o neri. Non vi è alcun intento simbolico nell'assegnazione dei colori, il nero serve a porre in evidenza la figura di Oreste come personaggio principale. Sul lato opposto del vaso vi è una scena frammentaria con Artemide e Apollo, mentre sotto le maniglie si trovano alcune figure separate dalle altre narrazioni e difficilmente identificabili, rappresentate nell'atto di lanciare pietre.

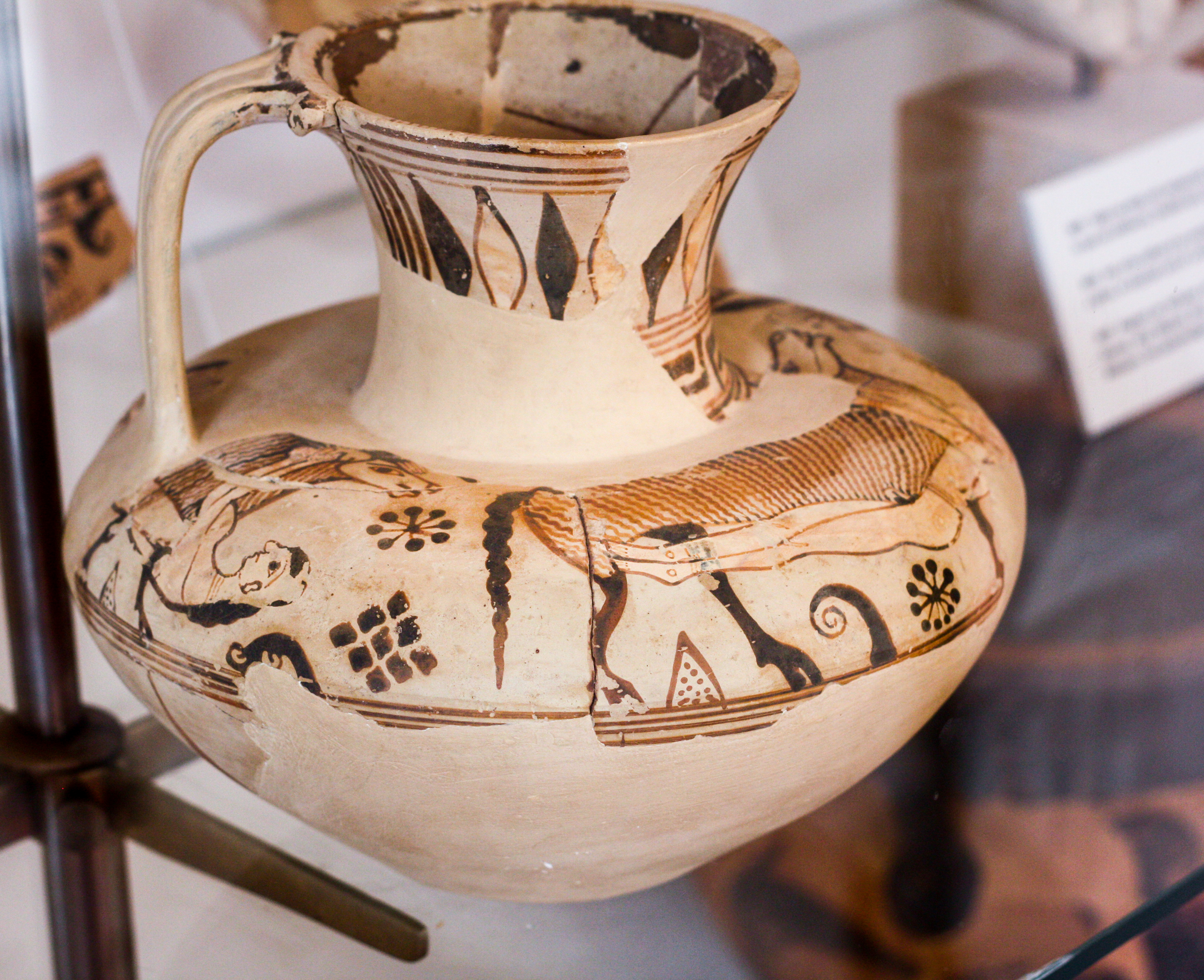
La brocca degli arieti

### La brocca degli arieti
Il soggetto è tratto dall'Odissea: la fuga di Ulisse dalla grotta di Polifemo. La scena frammentaria decora la spalla quasi piatta di una bassa oinochoe (Museo archeologico di Egina 566). Due arieti avanzano, ognuno con un giovane uomo aggrappato al ventre e alle corna; si è conservata parte di un terzo animale. Gli arieti sono rappresentati a contorno, tranne le gambe e la coda che sono a silhouette. Le figure dei giovani sono riempite con il bianco e non ci sono incisioni.

### L'anfora di Chirone
Il vaso è frammentario ma ancora leggibile; la scena è divisa tra i due lati dell'anfora, da un lato Peleo, dall'altro Chirone, ed è uno dei primi esempi di questo tipo di decorazione in cui ciascun lato del vaso si trova ad ospitare un'unica grande figura. Peleo, padre naturale di Achille, consegna il figlio ancora piccolo al saggio centauro Chirone affinché ne diventi il precettore; quest'anfora è una delle prime rappresentazioni conosciute di questo tema. La testa di Peleo a contorno è ancora intatta e se ne può apprezzare l'ottima fattura; una fascia tiene legati i suoi capelli ed è decorata con una palmetta all'altezza della fronte. Di Achille resta un frammento che comprende parte della veste e parte del braccio in silhouette nera. Il bianco è poco usato, solo poche righe ai polsi e per indicare i ripiani dei capelli in stile dedalico. Sull'altro lato del vaso, Chirone ha il corpo in silhouette nera con evidenti dettagli incisi e il volto a risparmio; tende una mano per ricevere il bambino, e con l'altra tiene sulla spalla il ramo al quale, come se tornasse dalla caccia, sono appesi un lupo, un leone e un cinghiale, rappresentati con teste grandi e piccoli corpi.

## Altre opere attribuite
- Oinochoe con due sfingi affrontate, Medio protoattico; Atene, Museo dell'Agora P 4611.[5][6]
- Oinochoe con protome di leone, Medio protoattico; Atene, Museo dell'Agora P 22550.[5][7]